# DECtape

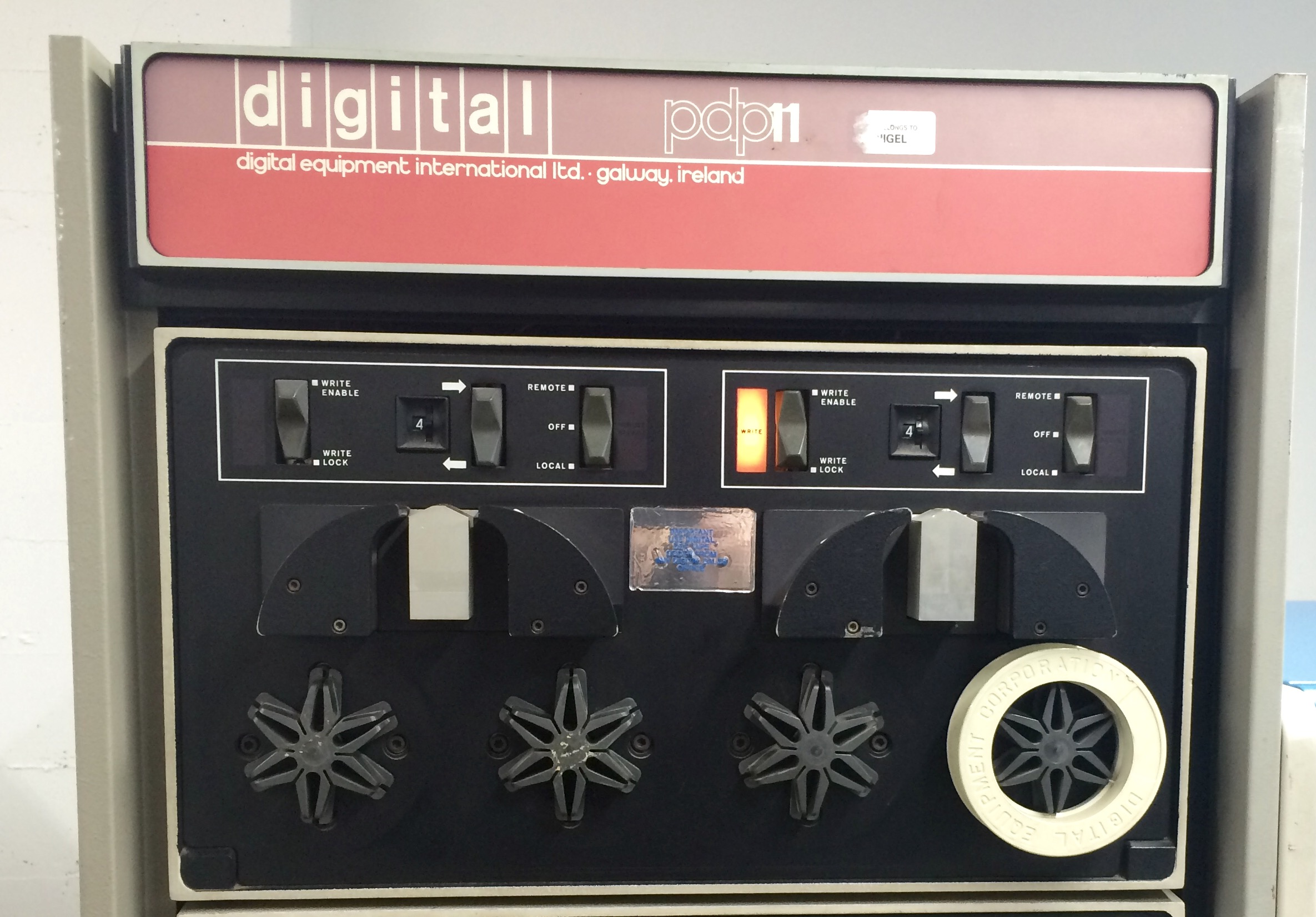
Een TU56 dubbele DECtape-eenheid voor een DEC PDP-11

DECtape is een systeem voor gegevensopslag op magneetband van Digital Equipment Corporation (DEC) dat in 1963 geïntroduceerd werd voor de PDP-serie van minicomputers. Aanvankelijk werd het systeem Microtape genoemd. DECtape werd voor compatibiliteitsredenen ook ondersteund in VAX/VMS op de latere 32-bit VAX-systemen van DEC.

## DECtape

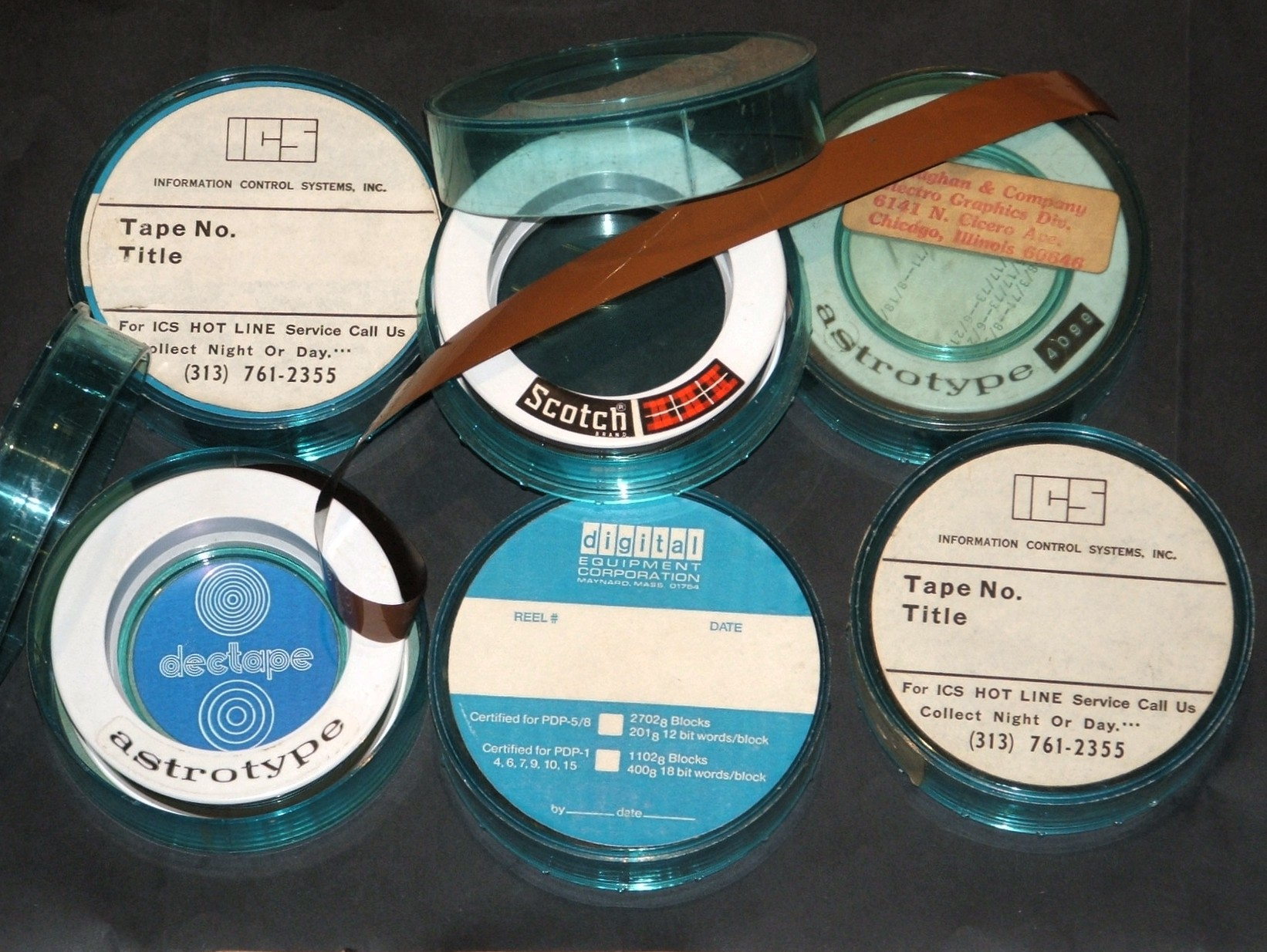
DECtape

Bij zijn introductie werd DECtape beschouwd als een grote verbetering ten opzichte van met de hand geladen ponsbanden, die niet konden gebruikt worden ter ondersteuning van swapfiles die essentieel zijn voor timesharing-systemen. Vroege harde schijven waren erg duur, beperkt in capaciteit en notoir onbetrouwbaar, dus ze waren niet te vertrouwen om bestanden op te slaan. Computergebruikers bewaarden hun eigen bestanden op DECtapes, evenals software die ze met anderen konden delen.
Het ontwerp van DECtape en zijn controllers is heel anders dan elk ander type tapedrive of controller van die tijd. De magneetband is 0,75 inch (19 mm) breed en bevat 6 datasporen, 2 markeringssporen en 2 kloksporen. Er werd gebruik gemaakt van phase encoding (PE). De klok- en markeringssporen worden slechts één keer geschreven tijdens het formatteren, daarna zijn ze read-only. Gegevens worden bewaard in datablokken die individueel gelezen of geschreven kunnen worden in beide richtingen. Een datablok bevat 128 36-bit-woorden en een volledige DECtape heeft een capaciteit van 450K 6-bit-karakters.
Omdat het systeem blokgeoriënteerd is en willekeurig zoeken mogelijk maakt, gedraagt een DECtape zich als een zeer trage harde schijf. Het is mogelijk, hoewel langzaam, om DECtape-drives te gebruiken om een klein besturingssysteem zoals OS/8 te draaien, waarbij de swapfile op een tweede drive geplaatst wordt om de toegang tot de hoofddrive met de systeemprogramma's niet te vertragen.

## DECtape II

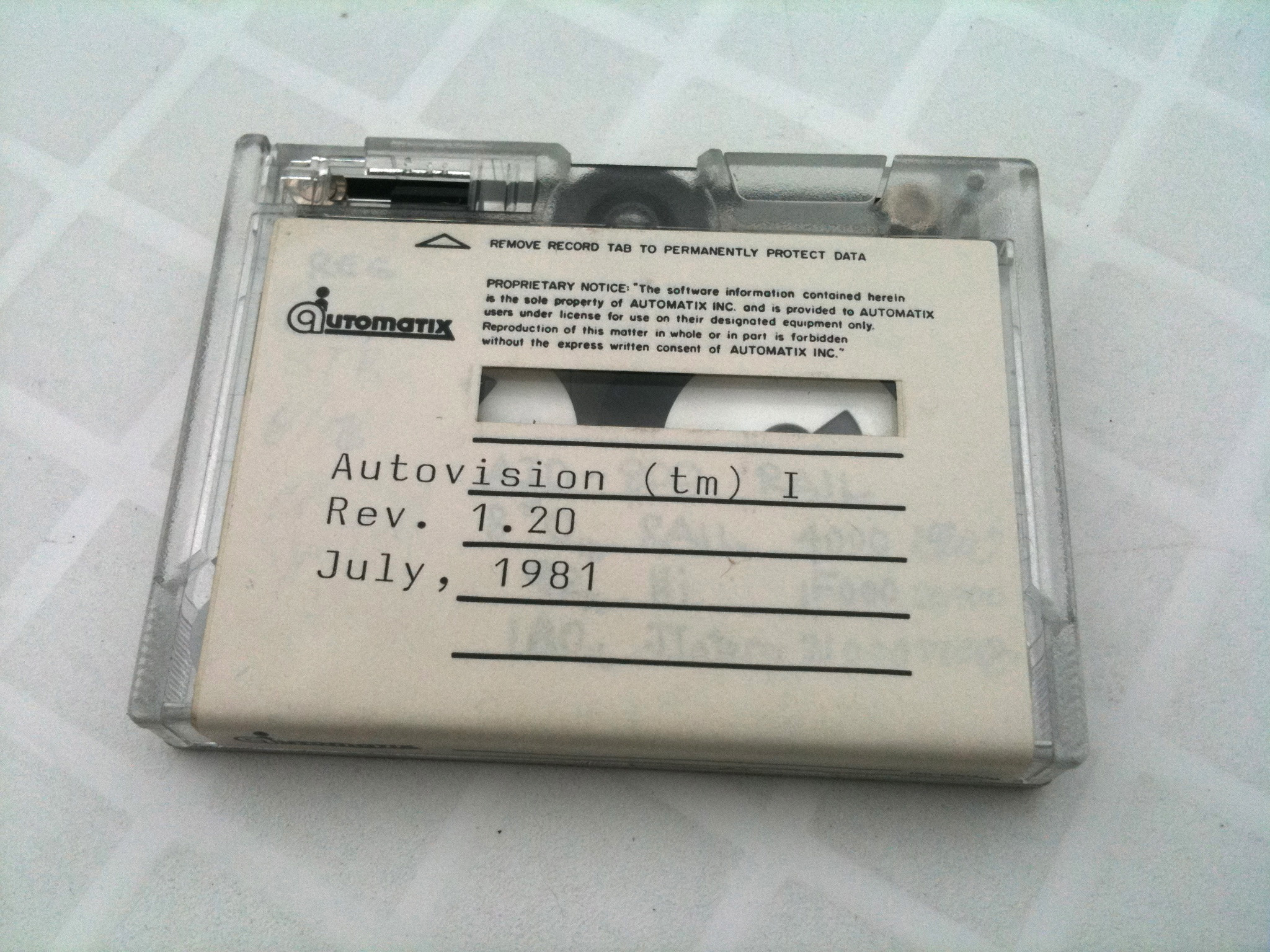
DECtape II

DECtape II werd rond 1978 geïntroduceerd en heeft een vergelijkbare blokstructuur, maar gebruikt een veel kleinere magneetband van 3,8 mm. De magneetband is verpakt in een speciale cassette, bestaande uit een doorzichtig plastic omhulsel gemonteerd op een aluminium plaat. Vanwege de lage kosten werden DECtape II-drives op verschillende systemen van DEC gemonteerd als een standaardapparaat voor de distributie van software.
Net als zijn voorganger heeft een DECtape II-cassette een capaciteit van ongeveer 256 kilobytes, maar in tegenstelling tot de originele DECtape-magneetbanden konden DECtape II-cassettes niet geformatteerd worden door de eindgebruiker, ze moesten aangeschaft worden in een vooraf geformatteerde staat.